# 1913-as magyar teniszbajnokság
Az 1913-as magyar teniszbajnokság a huszadik magyar bajnokság volt. A bajnokságot május 22. és 27. között rendezték meg Budapesten, a BLTC margitszigeti pályáján.

## Eredmények
| Versenyszám  | Arany                                                   | Arany | Ezüst                                                | Ezüst | Bronz                                                                                       | Bronz |
| ------------ | ------------------------------------------------------- | ----- | ---------------------------------------------------- | ----- | ------------------------------------------------------------------------------------------- | ----- |
| Férfi egyéni | Kehrling Béla MAC                                       |       | dr. Zsigmondy Jenő BLTC                              |       | Boxall Lipót MAC                                                                            |       |
| Női egyéni   | Satzger Pálné egyesületen kívüli                        |       | Cséry Sarolta BLTC                                   |       | Bíró Leóné BLTC                                                                             |       |
| Férfi páros  | Kehrling Béla, dr. Zsigmondy Jenő MAC, BLTC             |       | Schmid Ödön, Baráth Leó MAC                          |       | Kandó László, Asbóth János BLTC, MACLahner Kálmán, Bárczy Oszkár Ungvári AC, Besztercebánya |       |
| Női páros    | Satzger Pálné, Gandon Vilmosné egyesületen kívüli, BBTE |       | Cséry Sarolta, Méray-Horváth Zsófia BLTC, MAC        |       | Mihályffy Ödönné, Gundelfingen Elemérné BLTCBalázs Blanka, Cséry Ida BLTC                   |       |
| Vegyes páros | dr. Zsigmondy Jenő, Cséry Sarolta BLTC                  |       | Kehrling Béla, Satzger Pálné MAC, egyesületen kívüli |       | Göncz Lajos, Gandon Vilmosné Pécsi AC, BBTE                                                 |       |